# Lucienne Scheid-Levillion
Pour les articles homonymes, voir Scheid (homonymie) et Haas.
Lucienne Scheid-Levillion est une avocate française née le 26 novembre 1911 à Strasbourg et morte le 16 août 1991 à Castelnau-Magnoac.

## Biographie

### Famille
Lucienne Scheid est issue d'une famille bourgeoise d'Alsace. 

### Formation
C'est à la faculté de droit de Strasbourg que Lucienne Scheid se forme. Elle obtient 5 fois le prix de l‘université de Strasbourg et est aussi diplômée en droit allemand.

### Carrière
Elle rejoint la cour d'appel de Colmar en août 1932 puis le barreau de Strasbourg le 11 octobre 1932 et celui de Paris 1934.
Elle est la première femme à porter le titre de « Première Secrétaire de la Conférence » en 1936,.
Au début de la Seconde Guerre mondiale, elle s'occupe des affaires de ses collègues juifs, dont Léon-Maurice Nordmann. Elle passe en zone libre et l'y retrouve à Mérignac. Elle est radiée du Barreau de Paris en 1941 car elle est juive mais, à la demande du Barreau, la Cour d’appel de Paris ratifie son maintien. Elle est membre du conseil d'administration de l'Union générale des Israélites de France (UGIF), et chargée de son service juridique pour la partie Nord jusqu'à l’été 1944. À ce titre, elle aide les juifs inculpés devant des lois anti-juives. Elle organise un réseau de faux-papiers et se fait arrêter trois fois.
Au printemps 1946, elle est l'avocate de René Bousquet alors qu'il est incarcéré à la prison de Fresnes.
De 1949 à 1954, elle est secrétaire générale adjointe du 2e congrès international de criminologie et dirige les travaux de la section de droit comparé.

## Décorations
- Officier de la Légion d'honneur[11].
- Chevalier de l'ordre de Léopold[11].

## Vie privée
En 1939, Lucienne Scheid se marie avec un avocat, André Haas, et ils auront un fils, Charles, puis divorcent à la Libération. En 1957, elle se remarie avec Roger Levillion.

## Publications
- Trois procès scandaleux: Marie-Antoinette, Galilée, Socrate, A. Martel, 1955, 148 p.